# جواو مانويل (لاعب كرة قدم)
جواو مانويل هو لاعب كرة قدم برتغالي في مركز حراسة المرمى، ولد في 28 مايو 1994 في أويرس في البرتغال. لعب مع أتليتيكو كلوب دي برتغال وإشتوريل برايا.

## وصلات خارجية
- جواو مانويل (لاعب كرة قدم) على موقع قاعدة بيانات كرة القدم.إي يو (الإنجليزية)
- جواو مانويل (لاعب كرة قدم) على موقع Soccerway.com (الإنجليزية)
- جواو مانويل (لاعب كرة قدم) على موقع AS.com (الإسبانية)